# Alsomitra macrocarpa
Alsomitra macrocarpa, Syn.: Macrozanonia macrocarpa (Blume) Cogn., Zanonia macrocarpa Blume, auch Java-Gurke, ist die einzige Pflanzenart der monotypischen Gattung Alsomitra innerhalb der Familie der Kürbisgewächse (Cucurbitaceae). Sie ist in Thailand, Malaysia, Indonesien, auf den Philippinen und Neuguinea verbreitet.

## Beschreibung

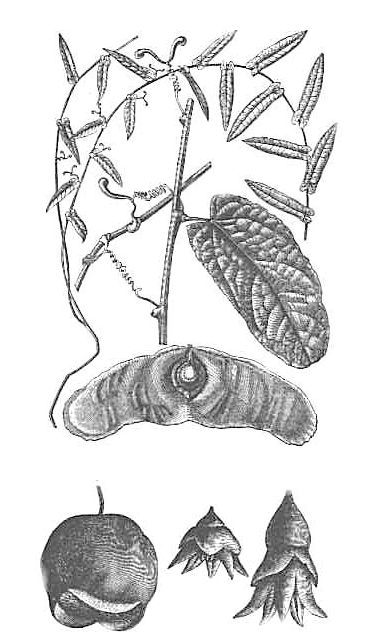
Illustration

### Vegetative Merkmale
Alsomitra macrocarpa wächst als Liane. Die Sprossachse erreicht Längen von 30 bis 50 Metern und einen Durchmesser von bis zu 15 Zentimetern.
Es liegt Blattpolymorphismus (Heterophyllie) vor. Die wechselständig angeordneten Laubblätter sind in Blattstiel und Blattspreite gegliedert. Am Blattstiel ist basal ein ringförmiger Kallus ausgebildet. Bei jungen Exemplaren ist die Blattspreite der zweireihig angeordneten Laubblätter bei einer Länge von etwa 1 Zentimeter länglich, spießförmig und mehr oder weniger geöhrt. Bei ausgewachsenen Exemplaren ist die Blattspreite bei einer Länge von bis zu 16 Zentimetern eiförmig bis rundlich-eiförmig, meist einfach ganzrandig oder selten dreilappig. Die zweispaltigen Ranken besitzen längliche Haftscheiben, ähnlich der von Jungfernreben (Parthenocissus).

### Generative Merkmale
Alsomitra macrocarpa ist zweihäusig getrenntgeschlechtig (diözisch). Es gibt weibliche und männliche rispige oder traubige Blütenstände.
Die eingeschlechtigen Blüten sind fünfzählig mit doppelter Blütenhülle. Der Blütenboden (Receptaculum) ist glockenförmig. Die fünf Kelchblätter sind verwachsen. Die fünf Kronblätter sind schmal-elliptisch mit spitzem oberem Ende. Die männlichen Blüten besitzen drei Staubblätter. Die kurzen Staubfäden sind in der Nähe der Schlundes der Kronröhre inseriert. Die Staubbeutel (Anthere) sind gerade und papillös fadenförmig und bestehen aus zwei Theken oder es sind zwei Staubbeutel mit zwei Theken und ein Staubbeutel mit einer Theka vorhanden. Die kleinen, dreicolporaten Pollenkörner messen 19 bis 26 × 21 Mikrometer (µm). In weiblichen Blüten sind drei winzige Stempel vorhanden. Der mehr oder weniger ellipsoide Fruchtknoten enthält in apikaler Plazentation viele Samenanlagen. Die fleischige Narbe ist zweilappig.
Die relativ große Kapselfrucht ist bei einem Durchmesser von 20 bis 25 Zentimetern eiförmig-kugelförmig bis eiförmig-zylindrisch. Die bei der Reife braune Kapselfrucht öffnet sich am oberen Ende mit drei Fruchtklappen und enthält viele geflügelte, halbmondförmige Samen. In der Mitte sind die abgeflachten und hellbraunen Samen, sie sind bei einer Länge von 25 bis 30 Millimetern und einer Breite von 20 bis 23 Millimetern, elliptisch bis fast kreisförmig im Querschnitt. Die Samenschale ist glatt, an den Samen befinden sich seitlich, membranartige, transparente Flügel mit einer Spannweite von 10 bis 14 Zentimetern, welche von der Samenschale gebildet werden. Die Keimblätter (Kotyledone) verbleiben während der Keimung im Samen. Die geflügelten Samen wiegen etwa 0,2 Gramm. Die geflügelten Samen werden auch unkorrekt als Flügelnüsse bezeichnet, weil ja hier die Flügel nicht vom Perikarp, sondern vom Testa gebildet werden.

## Ökologie und Bionik
Die Ausbreitung der geflügelten Samen erfolgt durch den Wind (Anemochorie). Die Gleitflugfähigkeit des Flugsamens ergibt sich durch trockene Flughäutchen mit 10 bis 14 Zentimetern Spannweite.
Friedrich Ahlborn beschrieb in seinen Studien über die „Stabilität der Flugapparate“ (1897) die aerodynamische Stabilität des Zanonia-Flugsamens. Die Samen erhielt er aus einem Botanischen Garten auf Java. Der Österreicher Ignaz Etrich nutzte ab 1903 dieses Vorbild erfolgreich bei der Entwicklung des ersten Nurflügels, der bis zu einem Kilometer weit flog. 1905 erhielt er ein Patent auf die Flügelform.

## Vorkommen
Alsomitra macrocarpa ist in Thailand, Malaysia, Indonesien, Philippinen und Neuguinea verbreitet. Sie wächst in tropischen Tiefland-Galeriewäldern auf tonreichen Böden.